# Holmes Chapel
Holmes Chapel  é um vilarejo localizado a 8 km ao norte de Cruweh no condado de Cheshire e 21 km ao sul de Manchester. Possuía 5669 habitantes pelo censo de 2001.

## Notáveis moradores
- Harry Styles, cantor, compositor e ator. Membro da banda britânica/irlandesa One Direction[3]
- Dean Ashton, ex-jogador de futebol profissional[carece de fontes?]